# Ousmane Diomande
Ousmane Diomande (Abidjan, 4 dicembre 2003) è un calciatore ivoriano, difensore dello Sporting Lisbona e della nazionale ivoriana,  con la quale ha vinto la Coppa d'Africa nel 2024.

## Caratteristiche tecniche
È un difensore centrale abile nel duello aereo, palla al piede e in marcatura.
Nell'ottobre del 2023, è stato incluso nella lista dei 25 finalisti del premio European Golden Boy, assegnato dal quotidiano Tuttosport al miglior giocatore Under-21 militante in un campionato europeo.

## Carriera

### Club
Cresciuto nelle giovanili dell'Abobo, club della Costa d'Avorio, nel 2020 si trasferisce in Europa al Midtjylland. Nel 2022 viene ceduto in prestito annuale ai portoghesi del Mafra, in Segunda Liga, dove si mette in mostra e impressiona gli scout dello Sporting Lisbona.
La squadra di Primeira Liga lo acquista a titolo definitivo il 31 gennaio 2023, firmando un contratto quadriennale con una clausola rescissoria di 80 milioni di euro. Il 21 maggio 2023 segna il suo primo goal con la nuova maglia, in occasione del pareggio per 2-2 contro i rivali del Benfica. Si ritaglia un ruolo da titolare nel club portoghese con cui vince la Primeira Liga nella stagione 2023-2024.

### Nazionale
Nel 2023 ha esordito in nazionale e a dicembre viene convocato dal CT Jean-Louis Gasset per la Coppa d'Africa in Costa d'Avorio.. Il 6 gennaio 2024 trova la sua prima rete, in amichevole, contro la Sierra Leone.

## Statistiche

### Presenze e reti nei club
Statistiche aggiornate al 17 maggio 2025.
| Stagione                | Squadra                 | Campionato              | Campionato | Campionato | Coppe nazionali | Coppe nazionali | Coppe nazionali | Coppe continentali | Coppe continentali | Coppe continentali | Altre coppe | Altre coppe | Altre coppe | Totale | Totale | Totale |
| Stagione                | Squadra                 | Comp                    | Pres       | Reti       | Comp            | Pres            | Reti            | Comp               | Pres               | Reti               | Comp        | Pres        | Reti        | Pres   | Reti   |        |
| ----------------------- | ----------------------- | ----------------------- | ---------- | ---------- | --------------- | --------------- | --------------- | ------------------ | ------------------ | ------------------ | ----------- | ----------- | ----------- | ------ | ------ | ------ |
| 2022-gen. 2023          | Mafra                   | 2L                      | 13         | 0          | TP+TdL          | 1+3             | 0+1             |                    | -                  | -                  |             | -           | -           | 17     | 1      |        |
| feb.-giu. 2023          | Sporting Lisbona        | PL                      | 13         | 1          | TdP+TdL         | -               | -               | UCL+UEL            | 0+4                | 0                  |             | -           | -           | 17     | 1      |        |
| 2023-2024               | Sporting Lisbona        | PL                      | 26         | 2          | TdP+TdL         | 3+1             | 0               | UEL                | 8                  | 1                  |             | -           | -           | 38     | 3      |        |
| 2024-2025               | Sporting Lisbona        | PL                      | 31         | 2          | TdP+TdL         | 3+2             | 0               | UCL                | 9                  | 0                  | SP          | 1           | 0           | 46     | 2      |        |
| Totale Sporting Lisbona | Totale Sporting Lisbona | Totale Sporting Lisbona | 70         | 5          |                 | 9               | 0               |                    | 21                 | 1                  |             | 1           | 0           | 101    | 6      |        |
| Totale carriera         | Totale carriera         | Totale carriera         | 83         | 5          |                 | 13              | 1               |                    | 21                 | 1                  |             | 1           | 0           | 118    | 7      |        |

### Cronologia presenze e reti in nazionale
| Cronologia completa delle presenze e delle reti in nazionale ― Costa d'Avorio | Cronologia completa delle presenze e delle reti in nazionale ― Costa d'Avorio | Cronologia completa delle presenze e delle reti in nazionale ― Costa d'Avorio | Cronologia completa delle presenze e delle reti in nazionale ― Costa d'Avorio | Cronologia completa delle presenze e delle reti in nazionale ― Costa d'Avorio | Cronologia completa delle presenze e delle reti in nazionale ― Costa d'Avorio | Cronologia completa delle presenze e delle reti in nazionale ― Costa d'Avorio | Cronologia completa delle presenze e delle reti in nazionale ― Costa d'Avorio |
| Data                                                                          | Città                                                                         | In casa                                                                       | Risultato                                                                     | Ospiti                                                                        | Competizione                                                                  | Reti                                                                          | Note                                                                          |
| ----------------------------------------------------------------------------- | ----------------------------------------------------------------------------- | ----------------------------------------------------------------------------- | ----------------------------------------------------------------------------- | ----------------------------------------------------------------------------- | ----------------------------------------------------------------------------- | ----------------------------------------------------------------------------- | ----------------------------------------------------------------------------- |
| 9-9-2023                                                                      | San-Pédro                                                                     | Costa d'Avorio                                                                | 1 – 0                                                                         | Lesotho                                                                       | Qual. Coppa d'Africa 2023                                                     | -                                                                             |                                                                               |
| 12-9-2023                                                                     | Abidjan                                                                       | Costa d'Avorio                                                                | 0 – 0                                                                         | Mali                                                                          | Amichevole                                                                    | -                                                                             |                                                                               |
| 14-10-2023                                                                    | Abidjan                                                                       | Costa d'Avorio                                                                | 1 – 1                                                                         | Marocco                                                                       | Amichevole                                                                    | -                                                                             |                                                                               |
| 17-10-2023                                                                    | Abidjan                                                                       | Costa d'Avorio                                                                | 1 – 1                                                                         | Sudafrica                                                                     | Amichevole                                                                    | -                                                                             |                                                                               |
| 6-1-2024                                                                      | San-Pédro                                                                     | Costa d'Avorio                                                                | 5 – 1                                                                         | Sierra Leone                                                                  | Amichevole                                                                    | 1                                                                             | 46’                                                                           |
| 13-1-2024                                                                     | Abidjan                                                                       | Costa d'Avorio                                                                | 2 – 0                                                                         | Guinea-Bissau                                                                 | Coppa d'Africa 2023 - 1º turno                                                | -                                                                             | 77’                                                                           |
| 18-1-2024                                                                     | Abidjan                                                                       | Costa d'Avorio                                                                | 0 – 1                                                                         | Nigeria                                                                       | Coppa d'Africa 2023 - 1º turno                                                | -                                                                             |                                                                               |
| 23-3-2024                                                                     | Amiens                                                                        | Costa d'Avorio                                                                | 2 – 2                                                                         | Benin                                                                         | Amichevole                                                                    | -                                                                             |                                                                               |
| 15-11-2024                                                                    | Ndola                                                                         | Zambia                                                                        | 1 – 0                                                                         | Costa d'Avorio                                                                | Qual. Coppa d'Africa 2025                                                     | -                                                                             |                                                                               |
| 24-3-2025                                                                     | Abidjan                                                                       | Costa d'Avorio                                                                | 1 – 0                                                                         | Gambia                                                                        | Qual. Mondiali 2026                                                           | -                                                                             |                                                                               |
| Totale                                                                        |                                                                               | Presenze                                                                      | 10                                                                            |                                                                               | Reti                                                                          | 1                                                                             |                                                                               |

## Palmarès

### Club

#### Competizioni nazionali
- Campionato portoghese: 2

Sporting Lisbona: 2023-2024, 2024-2025
- Coppa del Portogallo: 1

Sporting Lisbona: 2024-2025

### Nazionale
- Coppa d'Africa: 1

Costa d'Avorio 2023